# Karimnagar
Karimnagar je město v indickém státě Telangána. V roce 2025 zde žilo přibližně 797 tisíc obyvatel a šlo tak o třetí nejlidnatější město ve státě Telangána. Nachází se na území Dekánské plošiny v nadmořské výšce přibližně 297 m n. m. na břehu řeky Maner. Město je významným centrem zemědělství v regionu, pěstují se zde například rýže nebo bavlna. Kromě toho se zde hojně těží žula. 
Asi 77 % obyvatel jsou hinduisté, 21 % jsou muslimové a 1 % obyvatel tvoří křesťané. V uplynulých dekádách zažilo město velmi významný růst populace; ještě v roce 1971 zde žilo necelých 50 tisíc obyvatel a v roce 2011 jich bylo jen necelých 300 tisíc. Oficiálními jazyky používanými ve městě jsou telugština a urdština. 